# Plăieșu
Plăieșu – wieś w Rumunii, w okręgu Neamț, w gminie Timișești. W 2011 roku liczyła 619 mieszkańców.